# Andrés Gil
Andrés Gil (San Isidro, provincia de Buenos Aires; 27 de enero de 1990) es un actor argentino conocido principalmente por sus papeles en las telenovelas juveniles Patito feo (2007-2008), Consentidos (2009-2010), Simona (2018) y Separadas (2020). En Italia, ha sido el ganador del programa de telerrealidad Ballando con le stelle (en español: Bailando con las estrellas) y destaca su participación en las ficciones Don Matteo (2014, 2016) y Che Dio ci aiuti (2014, 2017).

## Carrera profesional
Andrés inició su carrera actoral en 2007, cuando fue elegido para el papel de Bruno Molina en la telenovela infantojuvenil Patito feo, de Canal 13 y Disney Channel Latinoamérica, con la cual ganó popularidad y se dio a conocer a nivel nacional e internacional. La telenovela duró dos temporadas y él pudo participar de los álbumes de la banda sonora y de las giras musicales con el elenco. En 2009, interpretó el papel de Ivo en la telenovela infantojuvenil Consentidos de Canal 13, donde compartió escenas con Natalie Pérez y Micaela Riera.
En enero de 2012 participó en la octava temporada del programa de telerrealidad italiano Ballando con le Stelle emitido por la Rai 1, donde fue emparejado con la bailarina profesional Anastasia Kuzmina, logrando convertirse en los campeones de la competencia. Seguidamente, volvieron a participar en la edición de campeones titulada Ballando con te, donde obtuvieron el tercer puesto. En septiembre de 2012, participó con la misma bailarina, en la primera temporada de Pechino Express (versión italiana del reality Peking Express) transmitida por Rai 2, en la cual se consagró como el subcampeón. En 2013 debutó en el cine protagonizando junto a Giancarlo Giannini, Jordi Mollà, Martina Stella y Monica Scattini la película italiana Dimmi di sì dirigida por Rosario Errico.
A partir de 2014, Gil comenzó a trabajar como actor en las ficciones italianas Don Matteo, donde personificó a Tomás Martínez y Che Dio ci aiuti, donde se puso en el papel de en Carlo Romero y ambas producciones fueron emitidas por la Rai 1. En 2015, formó parte del elenco principal de la película Llámame Francisco, en la cual jugó el papel del Padre Pepe. En 2017, vuelve para trabajar en Argentina, realizando una participación especial como Damián en la telenovela Las Estrellas de El trece. Es mismo año, protagonizó junto a Paloma Ker la obra Sexo oral en el Microteatro.
Su siguiente papel en televisión fue el de Leonardo Quiroga en la tira juvenil Simona, donde su personaje tenía una historia romántica con Trini (Florencia Vigna). Poco después, participó en papeles de invitado en las series Mi hermano es un clon de El trece, Millennials de Net TV y Monzón  de Space. En 2020, fue convocado para integrar el elenco principal de la telenovela Separadas, donde interpretó a Andrés Saavedra, el interés romántico de Carolina Fernández (Gimena Accardi), sin embargo, la ficción fue cancelada, ya que no pudieron seguir grabando debido a la pandemia por el Covid-19.
En 2022, Gil formó parte del elenco principal de la serie dramática Limbo de Star+, en la cual asumió el rol de Marcos, un modelo sordo. Ese mismo año, interpretó el papel de Federico Villanueva en la serie dramática El fin del amor de Prime Video. Luego, coprotagonizó la serie de drama y suspenso Frágiles de Flow, poniéndose en la piel de Román Macías, un joven líder de una comunidad aislada de la sociedad. Luego, en 2024, protagonizó junto a Gimena Accardi la obra teatral romántica En otras palabras en el teatro Metropolitan, donde personificó a Abel bajo la dirección de Nicolás Vázquez.

## Vida personal
Desde 2015 se encuentra en una relación con la actriz Candela Vetrano. En noviembre de 2024 se convirtieron en padres por primera vez de un niño al que llamaron Pino. 

## Filmografía

### Cine
| Año  | Título                        | Papel          | Notas        |
| ---- | ----------------------------- | -------------- | ------------ |
| 2013 | You Will Find Me Within You   | Pablo          | Cortometraje |
| 2015 | Llámame Francisco             | Padre Pedro    |              |
| 2017 | Pendeja, payasa y gorda       | Conejo         |              |
| 2018 | Prigioniero della mia libertà | Andrés Lavezzi |              |
| 2018 | El amor menos pensado         | Luciano        |              |
| 2018 | El título                     | Martín         | Cortometraje |
| 2019 | Persecución                   |                | Cortometraje |
| 2020 | El amor es más fácil          | Diego Franco   |              |

### Televisión
| Año        | Título                 | Papel               | Notas                             |
| ---------- | ---------------------- | ------------------- | --------------------------------- |
| 2007-2008  | Patito feo             | Bruno Molina        |                                   |
| 2009-2010  | Consentidos            | Ivo                 |                                   |
| 2012       | Ballando con le stelle | Participante        | Ganador (Temporada 8)             |
| 2012       | Ballando con te        | Participante        | Finalista (Temporada 1)           |
| 2012       | Pechino Express        | Participante        | Subcampeón (Temporada 1)          |
| 2014, 2016 | Don Matteo             | Tomás Martínez      | Elenco principal (Temporada 9-10) |
| 2014, 2017 | Che Dio ci aiuti       | Carlo Romero        | Elenco principal (Temporada 3-4)  |
| 2017       | Las Estrellas          | Damián              |                                   |
| 2018       | Simona                 | Leonardo Quiroga    |                                   |
| 2018       | Mi hermano es un clon  | Diego Durán         |                                   |
| 2019       | Millennials            | Mario               |                                   |
| 2019       | Monzón                 | Nino Benvenuti      |                                   |
| 2020       | Separadas              | Andrés Saavedra     |                                   |
| 2022       | Limbo                  | Marcos              |                                   |
| 2022, 2025 | El fin del amor        | Federico Villanueva |                                   |
| 2023       | Frágiles               | Román Macías        |                                   |

### Web
| Año  | Título           | Papel   | Notas                                 |
| ---- | ---------------- | ------- | ------------------------------------- |
| 2021 | Punto de quiebre | Agustín | Episodios: «La oscuridad», «El fuego» |

## Teatro
| Año       | Título               | Papel   | Lugar                      |
| --------- | -------------------- | ------- | -------------------------- |
| 2007      | Pippin               |         | Teatro San Marcos          |
| 2017-2018 | Sexo oral            | Gerardo | Microteatro                |
| 2019      | Estación de placer   |         | Estadio Ciudad de La Plata |
| 2019      | Relativamente normal |         | Microteatro                |
| 2019      | La encamada          | John    | Microteatro                |
| 2024-2025 | En otras palabras    | Abel    | Teatro Metropolitan        |

## Premios y nominaciones
| Año  | Organización                                      | Categoría            | Trabajo                     | Resultado | Ref(s) |
| ---- | ------------------------------------------------- | -------------------- | --------------------------- | --------- | ------ |
| 2014 | Festival Internacional de Cortometrajes de Mumbai | Mejor actor          | You Will Find Me Within You | Ganador   | [ 16 ] |
| 2024 | Premios ACE                                       | Revelación masculina | En otras palabras           | Ganador   | [ 17 ] |